# Canotaj la Jocurile Olimpice de vară din 2024 - Dublu rame feminin
Proba feminină de canotaj dublu rame de la Jocurile Olimpice de vară din 2024 a avut loc în perioada 28 iulie-2 august 2024 pe Stadionul Nautic Olimpic Național din Île-de-France, aflat la aproximativ 30 de kilometri de Paris.

## Program
Orele sunt ora Franței (UTC+1) 
| Data                    | Timp | Etapă        |
| ----------------------- | ---- | ------------ |
| Duminică, 28 iulie 2024 | 9:00 | Calificări   |
| Luni, 29 iulie 2024     | 9:30 | Recalificări |
| Miercuri, 31 iulie 2024 | 9:30 | Semifinale   |
| Vineri, 2 august 2024   | 9:30 | Finale       |

## Rezultate

### Calificări
Primele trei ambarcațiuni din fiecare cursă se vor califica în semifinale, iar celelalte vor concura în recalificări.

#### Calificări - cursa 1
| Loc | Culoar | Concurenți                          | Țară                       | Timp    | Note |
| --- | ------ | ----------------------------------- | -------------------------- | ------- | ---- |
| 1   | 3      | Ymkje Clevering Veronique Meester   | Olanda                     | 7:17,81 | C    |
| 2   | 4      | Kamilė Kralikaitė Ieva Adomavičiūtė | Lituania                   | 7:22,53 | C    |
| 3   | 5      | Azja Czajkowski Jessica Thoennes    | Statele Unite ale Americii | 7:25,52 | C    |
| 4   | 1      | Hedvig Rasmussen Fie Udby Erichsen  | Danemarca                  | 7:30,91 | R    |
| 5   | 2      | Kate Haines Alana Sherman           | Noua Zeelandă              | 7:43,56 | R    |

#### Calificări - cursa 2
| Loc | Culoar | Concurenți                          | Țară           | Timp    | Note |
| --- | ------ | ----------------------------------- | -------------- | ------- | ---- |
| 1   | 2      | Ioana Vrînceanu Roxana Anghel       | România        | 7:24,27 | C    |
| 2   | 4      | Aifric Keogh Fiona Murtagh          | Irlanda        | 7:28,22 | C    |
| 3   | 1      | Radka Novotníková Pavlína Flamíková | Cehia          | 7:28,23 | C    |
| 4   | 3      | Rebecca Edwards Chloe Brew          | Marea Britanie | 7:29,70 | R    |

#### Calificări - cursa 3
| Loc | Culoar | Concurenți                                | Țară      | Timp    | Note |
| --- | ------ | ----------------------------------------- | --------- | ------- | ---- |
| 1   | 1      | Jessica Morrison Annabelle McIntyre       | Australia | 7:16,58 | C    |
| 2   | 3      | Evangelia Anastasiadou Christina Bourmpou | Grecia    | 7:20,49 | C    |
| 3   | 4      | Melita Abraham Antonia Abraham            | Chile     | 7:23,01 | C    |
| 4   | 2      | Esther Briz Zamorano Aina Cid Centelles   | Spania    | 7:24,09 | R    |

### Recalificări
Primele trei ambarcațiuni din cursă se vor califica în semifinale, iar celelalte vor fi eliminate.
| Loc | Culoar | Concurenți                              | Țară           | Timp    | Note |
| --- | ------ | --------------------------------------- | -------------- | ------- | ---- |
| 1   | 2      | Hedvig Rasmussen Fie Udby Erichsen      | Danemarca      | 7:34,57 | C    |
| 2   | 3      | Esther Briz Zamorano Aina Cid Centelles | Spania         | 7:36,98 | C    |
| 3   | 4      | Rebecca Edwards Chloe Brew              | Marea Britanie | 7:37,11 | C    |
| 4   | 1      | Kate Haines Alana Sherman               | Noua Zeelandă  | 7:46,18 |      |

### Semifinale
Primele trei ambarcațiuni din fiecare cursă se vor califica în Finala A, iar celelalte vor concura în Finala B.

#### Semifinala - cursa 1
| Loc | Culoar | Concurenți                                | Țară           | Timp    | Note |
| --- | ------ | ----------------------------------------- | -------------- | ------- | ---- |
| 1   | 4      | Ymkje Clevering Veronique Meester         | Olanda         | 7:10,16 | FA   |
| 2   | 3      | Ioana Vrînceanu Roxana Anghel             | România        | 7:14,53 | FA   |
| 3   | 5      | Evangelia Anastasiadou Christina Bourmpou | Grecia         | 7:18,28 | FA   |
| 4   | 6      | Hedvig Rasmussen Fie Udby Erichsen        | Danemarca      | 7:19,11 | FB   |
| 5   | 1      | Rebecca Edwards Chloe Brew                | Marea Britanie | 7:28,76 | FB   |
| 6   | 2      | Radka Novotníková Pavlína Flamíková       | Cehia          | 7:33,68 | FB   |

#### Semifinala - cursa 2
| Loc | Culoar | Concurenți                              | Țară                       | Timp    | Note |
| --- | ------ | --------------------------------------- | -------------------------- | ------- | ---- |
| 1   | 4      | Jessica Morrison Annabelle McIntyre     | Australia                  | 7:14,14 | FA   |
| 2   | 6      | Azja Czajkowski Jessica Thoennes        | Statele Unite ale Americii | 7:15,59 | FA   |
| 3   | 3      | Kamilė Kralikaitė Ieva Adomavičiūtė     | Lituania                   | 7:19,27 | FA   |
| 4   | 2      | Melita Abraham Antonia Abraham          | Chile                      | 7:26,82 | FB   |
| 5   | 1      | Esther Briz Zamorano Aina Cid Centelles | Spania                     | 7:30,36 | FB   |
| 6   | 5      | Aifric Keogh Fiona Murtagh              | Irlanda                    | 7:32,97 | FB   |

### Finale

#### Finala B
| Loc | Culoar | Concurenți                              | Țară           | Timp    | Note |
| --- | ------ | --------------------------------------- | -------------- | ------- | ---- |
| 7   |        | Esther Briz Zamorano Aina Cid Centelles | Spania         | 7:07,08 |      |
| 8   |        | Aifric Keogh Fiona Murtagh              | Irlanda        | 7:08,88 |      |
| 9   |        | Melita Abraham Antonia Abraham          | Chile          | 7:10,45 |      |
| 10  |        | Radka Novotníková Pavlína Flamíková     | Cehia          | 7:10,46 |      |
| 11  |        | Hedvig Rasmussen Fie Udby Erichsen      | Danemarca      | 7:12,01 |      |
| 12  |        | Rebecca Edwards Chloe Brew              | Marea Britanie | 7:16,02 |      |

#### Finala A
| Loc | Culoar | Concurenți                                | Țară                       | Timp    | Note |
| --- | ------ | ----------------------------------------- | -------------------------- | ------- | ---- |
| 1   |        | Ymkje Clevering Veronique Meester         | Olanda                     | 6:58,67 |      |
| 2   |        | Ioana Vrînceanu Roxana Anghel             | România                    | 7:02,97 |      |
| 3   |        | Jessica Morrison Annabelle McIntyre       | Australia                  | 7:03,54 |      |
| 4   |        | Azja Czajkowski Jessica Thoennes          | Statele Unite ale Americii | 7:05,31 |      |
| 5   |        | Kamilė Kralikaitė Ieva Adomavičiūtė       | Lituania                   | 7:05,34 |      |
| 6   |        | Evangelia Anastasiadou Christina Bourmpou | Grecia                     | 7:13,30 |      |